# NGC 110

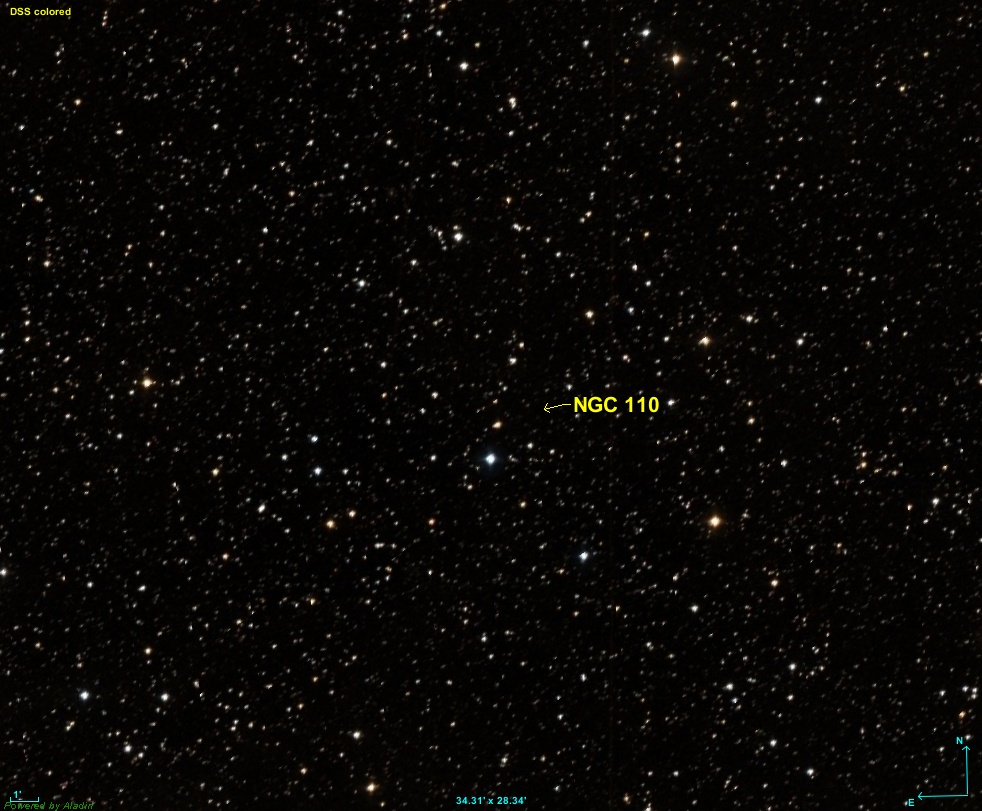
NGC 110

NGC 110 (OCL 300) es un cúmulo globular abierto localizada en la constelación de Casiopea. Fue descubierta por el astrónomo inglés John Herschel el 29 de octubre de 1831. El cúmulo consta de menos de dos docenas de estrellas moderadamente brillantes dispersas en una región amplia de 20 minutos de arco centrada en una estrella de magnitud 10.
No se sabe si los miembros están relacionados físicamente, o si el grupo existe. Es apenas visible contra el cielo de fondo, y las dos docenas de estrellas miembros parecen estar a varias distancias. Si el grupo existe, está a al menos 2000 años luz de distancia. Fue descrito como "un cúmulo, bastante redondo, un poco comprimido, estrellas de 9 a 12 magnitud".